# Akhtem Seitablaïev
Akhtem Chevketovytch Seitablaïev (tatar de Crimée : Ahtem Şevket oğlu Seitablayev ; ukrainien : Ахтем Шевкетович Сеітаблаєв ; russe : Ахтем Шевкетович Сеитаблаев), né le 11 décembre 1972 à Yangiyo'l (URSS), est un acteur, scénariste et réalisateur tatar habitant en Ukraine. Il est le réalisateur de plusieurs films dont Haytarma en 2013 et Another's Prayer en 2017. Personnalité engagée, il s'oppose à l'annexion de la Crimée par la Russie en 2014 et réalise plusieurs films sur l'histoire de Tatars de Crimée célèbres.

## Jeunesse
Seitablaïev naît en 1972 à Yangiyo'l, en RSS d'Ouzbékistan. Lors de la déportation des Tatars de Crimée, sous le régime stalinien, ses parents sont expulsés de Crimée et envoyés en Ouzbékistan. Il y reste jusqu'à son retour en Crimée pendant la perestroïka, où il commence sa carrière cinématographique en 1992,.

## Carrière
De 1992 à 2004, il travaille au théâtre d'État des Tatars de Crimée de Simferopol où il met en scène plusieurs pièces dont des œuvres d'Alexandre Pouchkine. Il entre ensuite, au Théâtre Dramatique et Comique de l'État de Kiev dans la capitale ukrainienne.
En 2009, il réalise son premier film, Quartet for Two. Puis en 2013, il réalise Haytarma basé sur la vie de Soultan Amet-Khan, un as de l'aviation tatar de Crimée et deux fois héros de l'Union soviétique, qui a éviter la déportation grâce aux origines laks de son père et de l'intervention du commandant Timofeï Khrioukine. Le film est salué par le Kyiv Post comme « incontournable pour les passionnés d'histoire » mais critiqué par le Komsomolskaïa Pravda pour avoir pris parti pour les déportés tatars et dépeint les officiers du NKVD comme violents.
Le consul russe en Crimée, Vladimir Andreïev, déclare que le film déforme la vérité, avant de se rétracter, reconnaissant ne pas avoir vu le film. Cependant, ses paroles conduisent plusieurs haut gradés russes à ne pas assister à la première du film. Le scandale qui s'ensuit conduit le consul Andreïev à démissionner, et participe à la notoriété au film,,.

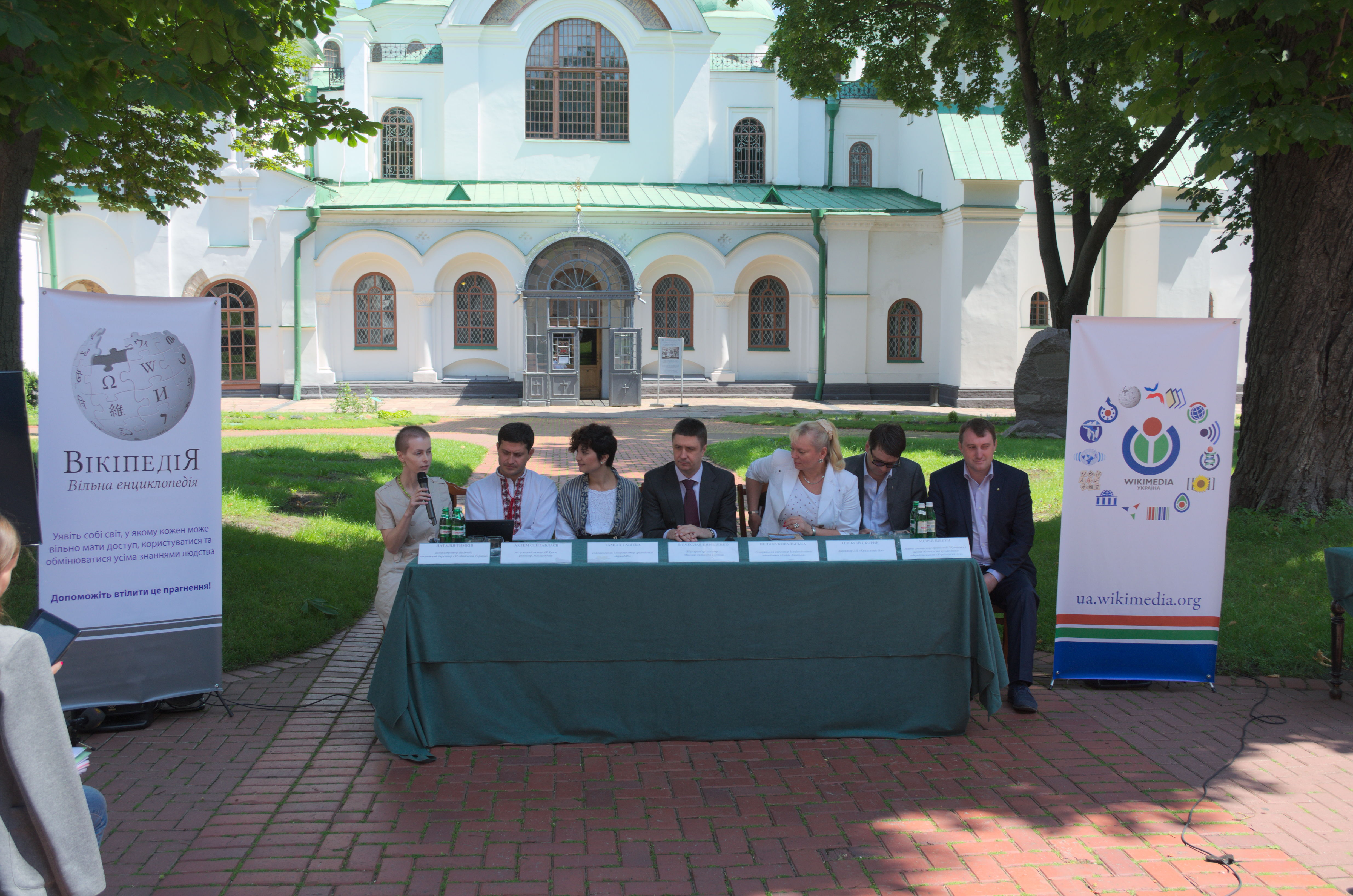
En 2015 dans le cadre de Crimée SOS avec Tamila Tacheva, Vyacheslav Kyrylenko, Natalya Timkiv, Nelya Koukovalska, Andrii Chtchekoun et Olena Zakharian.

Entre 2016 et 2017, il réalise Another's Prayer, basé sur l'histoire vraie de Saide Arifova, une directrice de jardin d'enfant ayant sauvé plus de 80 enfants juifs de l'Holocauste en les assimilant à la culture des Tatars. Après la reconquête de la Crimée par l'Armée rouge, elle présente les enfants comme Juifs et non plus Tatars pour leur éviter la déportation par le régime soviétique. Initialement prévu en Crimée, le tournage a lieu en Géorgie à la suite de l'annexion de la Crimée par la Russie en 2014.
En 2017, il réalise Cyborgs: Heroes Never Die, un film consacré aux « cyborgs », surnom des soldats ukrainiens défendant l'aéroport international de Donetsk lors de la seconde bataille pour son contrôle.

## Vie privée
Le 29 mai 2018, il annonce son soutien à Oleg Sentsov, un réalisateur ukrainien arrêté en Crimée par les autorités russes.
Il est marié à l'actrice Ivanna Diadioura et a trois enfants. Sa fille aînée Nazly est une actrice, danseuse et mannequin qui a notamment joué dans Haytarma.

## Récompenses
- Ordre du Mérite de 3e classe (Ukraine), le 24 août 2017 pour sa contribution à la construction de l’État ukrainien.
- Lauréat du prix d'État de Crimée, pour son rôle de Macbeth dans la pièce éponyme.
- Lauréat du Kyiv Pectoral Theatre Award, pour son rôle de Roméo dans la pièce Roméo et Juliette.
- Prix du meilleur rôle masculin lors 7e festival international du Bosphore, pour son rôle dans le film ukrainien Home de Nariman Aliyev.
- Lauréat du prix Vassyl-Stous en 2020.

## Filmographie

### Acteur
| An   | Film                                       | Rôle                                          |
| ---- | ------------------------------------------ | --------------------------------------------- |
| 2003 | Mamaï                                      | Oumay                                         |
| 2004 | Saga Moskovskaïa                           |                                               |
| 2004 | Triptikh tatare                            | Stambulskiy Sokhti / Rustem                   |
| 2005 | Le retour de Muhtar -2                     | Safiullin                                     |
| 2005 | Zoloti khloptsi                            |                                               |
| 2005 | Navijena                                   | Gardien de la sécurité du parking             |
| 2006 | Bohdan-Zynoviy Khmelnytskyi                |                                               |
| 2006 | Le retour de Muhtar -3                     | Timour Khazov                                 |
| 2006 | Zhinocha robota z ryzykom dlia zhyttia     | Artem Polonskyi                               |
| 2007 | Zhaha ekstrymu                             | Nikita                                        |
| 2008 | Prityazhenie                               | Arkadiy (fils d'Alexandre Nikolaïevitch)      |
| 2009 | Osinni kvité                               | Meshochnik dans un train                      |
| 2011 | Temni vody                                 |                                               |
| 2012 | Acteur, ou l'Amour pas après le dramaturge |                                               |
| 2012 | Svaty -6                                   | Murat Vladlenovych (propriétaire de Bukovel ) |
| 2012 | Haytarma                                   | Soultan Amet-Khan                             |
| 2015 | Hvardia                                    | tatar                                         |
| 2015 | Tsentralna likarnya                        | Roustam Agalarov                              |
| 2016 | Ya z toboyu                                | Andriy                                        |
| 2016 | Den nezalezhnosti. Vasyl Stus              | Vassyl Stous                                  |
| 2016 | Skhidni solodochtchi                       | Ibrahim                                       |
| 2016 | Na liniyi zhyttia                          | Serhiy Zadorozhnyi                            |
| 2017 | Pravylo boyu                               | Personne en noir                              |
| 2017 | Chuzhaya molitva                           |                                               |
| 2018 | Spisok jelaniy                             | Leonid Kaufman (maire)                        |